# Amazon (Amalgam Comics)
Amazon is een superheldin uit de strips van Amalgam Comics. Ze is een combinatie van DC Comics’ Wonder Woman en Marvel Comics’ Storm. Ze werd bedacht door Terry Austin en John Byrne.

## Biografie
Ororo was een metahuman (een mens met aangeboren superkrachten) die bijna verdronk als kind, maar werd gered door de koningin van de Amazones. Ze groeide op bij de Amazones als een prinses.Terwijl ze opgroeide, ontdekte ze dat ze de kracht had om het weer te beïnvloeden. De Amazones leerden haar beter met deze krachten om te gaan.
Toen ze volwassen was vertrok ze naar de “mannenwereld” om met haar talenten anderen te helpen. Voor ze vertrok, gaven de Amazonegoden haar nog wat extra krachten. Ze werd lid van de JLX. Haar metahumanachtergrond hield ze geheim.

## Krachten
Ororo is een van de sterkste superhelden in het Amalgam Universum. Ze heeft bovenmenselijke kracht en snelheid. Haar huid is sterker dan die van een normaal mens, en kan haar beschermen tegen de meeste fysieke aanvallen. Ze kan wel worden verwond door scherpe voorwerpen zoals kogels en pijlen.
Ororo is immuun voor illusies en gedachtenbeheersing, en heeft een verhoogde weerstand tegen magie. Ze is een meester in zowel gewapende als ongewapende gevechten, en kan met vrijwel elk wapen overweg; met name de boog en speer. Ze is getraind in een speciale gevechtsvorm die alleen de Amazones kennen.
Ororo’s sterkste kracht is die van weermanipulatie. Ze kan elke vorm van weer oproepen, met een voorkeur voor zware stormen en onweer. Zelf is ze immuun voor zware weersomstandigheden zoals extreme hitte of kou. Door de wind te manipuleren kan ze zich laten vliegen. Ze kan zelfs natuurkrachten zoals kosmische stormen en zonnewinden beheersen.
Ororo beschikt dankzij de goden over wijsheid en de gave om met dieren te communiceren. Ze spreekt vele talen en kan dieren temmen door enkel in hun omgeving te komen.